# مايفكا
مايفكا (بالروسية: Маёвка)، (باللاتينية: Mayevka) (بالعربية: مايفكا)، قرية في حي علم الدين في مقاطعة تشوي، في قيرغيزستان. تأسست عام 1930، وبلغ عدد سكانها حوالي 10،475 نسمة في عام 2009.